# Середовище Плоскірєва
Агар Плоскірева — елективне середовище для виділення переважно шигел та сальмонел. Готове середовище прозоре, має рожево-жовтувате забарвлення. Середовище Плоскірева відноситься до щільних поживних середовищ для виділення чистих культур.

## Принцип дії
До складу середовища Плоскірева входять інгібуючі речовини (жовчні солі, діамантовий зелений, йод), внаслідок чого вона повинна повністю пригнічувати ріст грампозитивної флори, значно затримувати (перші 24 год) зростання ешерихій та іншої супутньої мікрофлори, придушувати роїння протею.
Диференціюйте властивості агару Плоскірева засновані на зміні рН в кислу сторону при зростанні лактозоферментуючих бактерій, які утворюють колонії брусничного кольору (індикатор нейтральний червоний).
Всі різні бактерії виростають у вигляді безбарвних або слабкозабарвлені колоній. Вегетуючі властивості середовища недостатні для зростання Sh. dysenteriae і деяких сальмонел (S. cholerae suis-, S. pullorum).

## Склад
Агар Плоскірева випускають у сухому вигляді.
| склад                               | г/л        |
| ----------------------------------- | ---------- |
| Агар                                | 6,94 ± 1,0 |
| Панкреатичний гідролізат кільки     | 10,4       |
| Натрієві солі жовчних кислот        | 3,46       |
| Сухий поживний бульйон              | 8,62       |
| Цукор молочний                      | 7,3        |
| Натрію гідроцітрат двозаміщений     | 8,5        |
| Нейтральний червоний                | 0,05       |
| Діамантовий зелений                 | 0,0002     |
| Динатрію фосфат зневоднений         | 2,1        |
| Натрій серіоватістокіслий безводний | 5,1        |
| Йод                                 | 0,13       |
| Сода кальцинована                   | 2,4        |

## Спосіб приготування
55 г (точну наважку див. на упаковці) агару Плоскірева розмішати в 1 л дистильованої води, прокип'ятити 2-3 хв до повного розплавлення агару, розлити в не стерильні чашки Петрі шаром 5-6 мм, залишити їх відкритими протягом 1,5 год при температурі 18-25 °С для застигання і підсушування.

## Зберігання
Агар Плоскірева гігроскопічний, світлочутливий.
Зберігати герметично закритим в приміщенні з відносною вологістю повітря не більше 60 % і температурою від 2 до 25 °С.